# Coelogyne pachystachya
Coelogyne pachystachya is een orchidee uit de orchideeënfamilie (Orchidaceae). De soort is voor het eerst aangetroffen in Thailand en komt daar van nature voor. In Engeland wordt de soort als een cultuurplant gebruikt. Coelogyne pachystachya groeit dicht opeen, variërend van 6-8 planten per 2.5-4 vierkante centimeter. De bladeren worden 22 tot 23 centimeter lang en 6 tot 9 centimeter breed. De plant is olijfgroen en heeft een geel-koperen lip.